# The Purple Rose of Cairo
The Purple Rose of Cairo ist der 13. Film, bei dem Woody Allen als Regisseur tätig war. Die 1985 entstandene Filmkomödie spielt im Amerika zur Zeit der großen Depression der 1930er Jahre und erzählt vom Leben der Kellnerin Cecilia.

## Handlung
New Jersey im Jahr 1935, während der Great Depression: Die sensible Kellnerin Cecilia ist unglücklich mit ihrem Leben und ihrer Ehe mit dem grobschlächtigen, primitiven Arbeiter Monk. Dieser schlägt sie hin und wieder und betrügt sie auch mit anderen Frauen, während sie für den Arbeitslosen das Geld nach Hause bringt. Schon mehrfach hat sie versucht, Monk zu verlassen, war allerdings immer wieder nach kurzer Zeit zurückgekehrt. Sie flüchtet sich gerne in die Phantasiewelt des Kinos. Ihr aktueller Lieblingsfilm ist The Purple Rose of Cairo, in dem der Schauspieler Gil Shepherd den Abenteurer Tom Baxter spielt.
Die Filmfigur Baxter durchbricht eines Tages die Leinwand (vierte Wand) und spricht die entsetzte Cecilia direkt an, schließlich verlässt er gar das Bild und tritt vor Cecilia. Beide verlieben sich ineinander. Der Vorfall hat jedoch Folgen: Die restlichen Filmfiguren können den Film nicht zu Ende spielen und sind jetzt auf der Leinwand gefangen, die Zuschauer verlangen beim Kinobetreiber ihr Geld zurück. Als der Produzent des Films The Purple Rose of Cairo von den Vorfällen in New Jersey hört, schickt er den realen Schauspieler Gil Shepherd nach New Jersey, um das Problem zu lösen. Shepherd fürchtet aufgrund des Zwischenfalls um seine gerade erst in Fahrt kommende Karriere. Er besucht das betroffene Kino und begegnet dadurch Cecilia und auch „seiner“ Figur Baxter. 
Zwischen Schauspieler und Figur entbricht ein Streit, da Baxter sich weigert, wieder auf die Leinwand zurückzukehren. Beide Männer machen ihr Avancen. Cecilia steht nun zwischen den beiden Männern und muss sich entscheiden, mit wem sie ihr Leben verbringen will. Gil Shepard ist eher ein Mann mit Ecken und Kanten, während die Filmfigur Baxter stets zuvorkommend und in fast jeder Hinsicht perfekt ist. Jedoch wartet Baxter nach einem leidenschaftlichen Kuss auf die gewohnte Abblende und gerät aufgrund seines weltfremden Verhaltens in der realen Welt mehrfach in Schwierigkeiten. Für kurze Zeit bringt er Cecilia in seine Filmwelt, wo die beiden einen aufregenden Abend verbringen. Allerdings ruft Gil Shepard sie aus dem Kinosaal in die echte Welt zurück.
Cecilia entscheidet sich schließlich für Shepherd und möchte bei ihm bleiben, Baxter kehrt darauf wieder auf die Leinwand zurück. Nachdem Cecilia ihre Sachen bei Monk zusammengepackt hat, kehrt sie vor das Kino zurück, doch Gil ist ohne sie nach Hollywood abgereist. Es wird deutlich, dass Shepherd Cecilia nur benutzt hat, um Baxter wieder auf die Filmwand zu bekommen. Shepherd lässt die erschütterte Cecilia in New Jersey zurück, man sieht ihn mit nachdenklichem Gesicht im Flugzeug sitzen. Cecilia flüchtet sich wieder ins Kino und verliert sich in den Kinobildern von Fred Astaire und Ginger Rogers, die Wange an Wange („Cheek to Cheek“) im Film Top Hat tanzen.

## Hintergrund
Woody Allen, der mit seinen eigenen Filmen oftmals kritisch ist, bezeichnete The Purple Rose of Cairo in mehreren Interviews als einen seiner drei Lieblingsfilme seines eigenen Werkes. Er kommentierte zu seinem Film:
„Einige der Kritiken haben gesagt, dass Purple Rose über das Kino sei. Dem stimme ich nicht zu. Für mich ist der Film genauer über Realität und Fantasie. Cecilia hätte Fantasien über Radio, Bücher oder beliebte Magazine haben können. Das Kino zu benutzen ist nur eine visuelle Bequemlichkeit. Der Film ist über den Umstand, dass das Fantasieleben sehr schön und verführerisch ist, aber man irgendwann zwischen der Realität und der Fantasie wählen muss. Und wenn du die Realität wählst, erklärst du dich dazu bereit, verletzt zu werden. Aber das macht dich menschlich. Die Wahl ist das menschlichste Attribut, wie Van Johnson im Film sagt.“
Für die männliche Hauptrolle des Filmes war zunächst Michael Keaton besetzt, der allerdings nach zehn Tagen Drehzeit von Woody Allen entlassen wurde, da er ihm zu modern erschien. Die Filmschwester von Mia Farrow wurde von ihrer realen Schwester Stephanie Farrow gespielt.

## Adaptionen
„The Purple Rose of Cairo“ wurde im Jahr 2009 am Wiener Volkstheater als Theaterstück in der Übersetzung und Bühnenbearbeitung von Gil Mehmert inszeniert.

## Kritik
The Purple Rose of Cairo eröffnete laut Roger Ebert zu den besten Kritiken, die Woody Allen bis dahin erhalten hätten. Auf der Website Rotten Tomatoes besitzt der Film, basierend auf 39 Kritiken, eine positive Kritikerwertung von 92 % (Stand: Dezember 2022).

„Eine kluge und sensible Tragikomödie, hervorragend inszeniert und gespielt. Der Film verbindet die Liebesgeschichte mit einer intelligenten Reflexion über Schein und Sein, Illusion und Realität. Das komplexe Verwirrspiel ist als vielschichtiger Diskurs über Möglichkeiten von Liebe, Leben, Film und Traum eine Liebeserklärung an das Kino, seine Stars und Zuschauer.“

## Auszeichnungen (Auswahl)
- 1985: FIPRESCI-Preis bei den Internationalen Filmfestspielen von Cannes
- 1985: New York Film Critics Circle Award – Bestes Drehbuch
- 1986: Oscar-Nominierung – Bestes Originaldrehbuch
- 1986: Bodil – Bester nicht-europäischer Film
- 1986: Boston Society of Film Critics Awards – Bestes Drehbuch
- 1986: British Academy Film Award – Bester Film und Bestes Originaldrehbuch
- 1986: César – Bester ausländischer Film
- 1986: Fotogramas de Plata – Bester ausländischer Film
- 1986: Golden Globe Award – Bestes Drehbuch
- 1986: London Critics’ Circle Film Award – Bester Film des Jahres
- 1986: Syndicat Français de la Critique de Cinéma – Bester ausländischer Film